# 勃氏袋巨口魚
勃氏袋巨口魚（学名：Photonectes braueri）为輻鰭魚綱巨口鱼目巨口鱼科的其中一種。分布於全球三大洋海域，為深海魚類，棲息深度可達1000公尺，體長可達28.2公分。

## 扩展阅读
維基物種上的相關：勃氏袋巨口魚